# قنافذ (حماة)
قنافذ قرية سورية تتبع ناحية صبورة في منطقة سلمية في محافظة حماة. بلغ عدد سكانها 550 نسمة في عام 2004 حسب إحصاء المكتب المركزي للإحصاء.

## وصلات خارجية
- الوحدات الإدارية في محافظة حماة نسخة محفوظة 18 أبريل 2019 على موقع واي باك مشين.